# Hong Moon-jong
Hong Moon-jong (* 5. April 1955 in Yangju) ist ein konservativer südkoreanischer Politiker und Mitglied der Gukhoe für Uijeongbu. Er gehörte der Nationalversammlung von 1996 bis 2000, 2003 bis 2004 sowie seit 2012 an. Hong ist Parteivorsitzender der Chin-Park-shin-Partei.
Zuvor gehörte er der Uri-Gonghwa-Partei an, verließ diese aber aufgrund des Richtungsstreits mit Cho Won-jin. Hong ist bekannt als Politiker, der sich trotz ihrer Verurteilung vehement für die ehemalige Präsidentin Park Geun-hye einsetzt. Er wollte ihre Unterstützung für seine Partei bei der Parlamentswahl 2020 erreichen, Park sprach sich aber für die Mirae-tonghap-Partei aus.